# صابورة

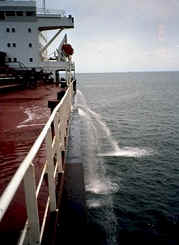
إلقاء ماء الصابورة دون معالجته يلوث البيئة البحرية

صابورة أو صُبْرة ثقل يوضع علی السفينة للحفاظ على توازنها، خصوصا عندما تفرغ من الحمولة. وقد تسحب السفينة ماء لهذا الغرض.